# Eupoecilia thalia
Eupoecilia thalia es una especie de polilla del género Eupoecilia, familia Tortricidae.
Fue descrita científicamente por Diakonoff en 1984.

## Distribución
Se encuentra en Brunéi.